# Cogomella vera (grup de bolets)

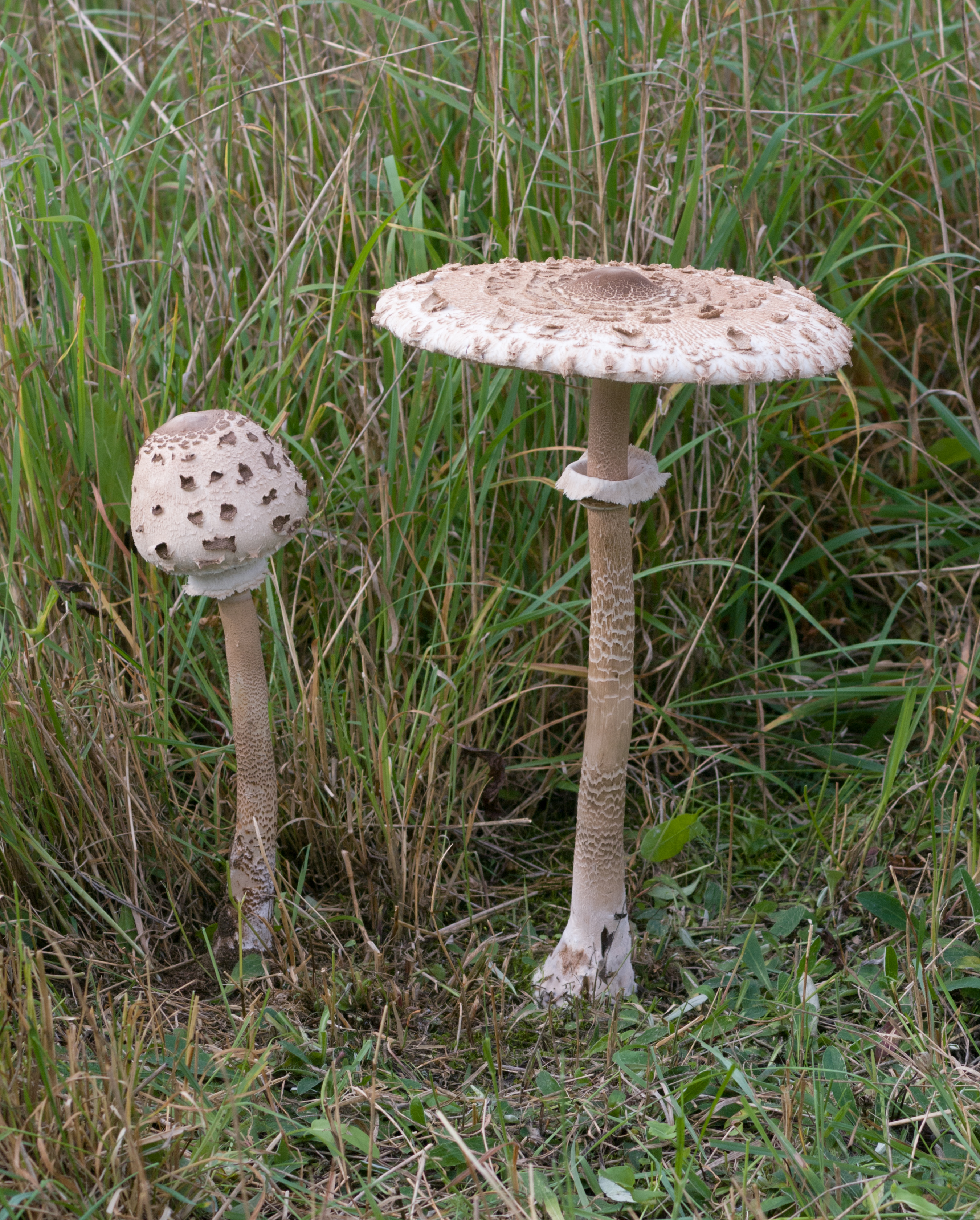
Apagallums, cogomella o paloma (Macrolepiota procera)

Les cogomelles veres o cogomelles veritables són cogomelles carnoses de barret llis, esquamós o escatós, d’ornamentació que no es desprèn amb facilitat i que sol mantenir-se sense dilacerar al centre del barret.
Es tracta de fongs descomponedors, molt corrents en marges de camins, en boscos i prats rics en matèria orgànica. Alguns d’ells produeixen bolets comestibles però d’aspecte similar a altres espècies mortals.

## Espècies de cogomelles veres
Les espècies més corrents de cogomelles veres són:

### Cogomelles de cama tigrada
- Macrolepiota procera, cogomella, apagallums, paloma
- Macrolepiota fuliginosa, cogomella fumada
- Macrolepiota permixta, cogomella negrellona
- Macrolepiota olivascens, cogomella olivàcia

### Cogomelles de cama llisa i carn immutable
- Cortinarius caperatus, cogomella arrugada
- Macrolepiota excoriata, cogomella de prat
- Macrolepiota mastoidea, cogomella de mugró
- Macrolepiota konradii, cogomella de Konrad
- Macrolepiota phaeodisca, cogomella de gota de mel
- Phaeolepiota aurea, cogomella calçada

### Cogomelles de cama llisa i carn que vermelleja de manera evident
- Chlorophyllum molybdites, cogomella verdejant
- Chlorophyllum brunneum, cogomella de peu amb vora
- Chlorophyllum rhacodes, cogomella esparracada
- Chlorophyllum venenatum, cogomella esparracada d’anell senzill
- Chlorophyllum olivieri, cogomella terrosa